# Fire Emblem Heroes
Fire Emblem Heroes (ファイアーエムブレム ヒーローズ?, Faiā Emuburemu Hīrōzu) è un videogioco di ruolo, sviluppato da Nintendo con la collaborazione dello studio Intelligent Systems e pubblicato per iOS ed Android. Primo titolo della fortunata serie Fire Emblem per i dispositivi smartphone, è stato pubblicato internazionalmente il 2 febbraio del 2017.
Nel 2021 il gioco ha incassato oltre 959 milioni di dollari ed è il gioco mobile più redditizio di Nintendo

## Trama
In Fire Emblem Heroes il giocatore interpreta i panni di un eroe proveniente da un mondo sconosciuto, il quale deve aiutare i Guardiani di Askr nelle loro battaglie. L'avatar del giocatore (soprannominato di default Kiran) ha il potere di evocare in proprio aiuto eroi leggendari dai diversi titoli della saga. La storia del gioco è divisa in Libri e Capitoli:

### Libro 1
Il regno di Askr è invaso dall'impero Embliano, governato dalla principessa Veronica. I Guardiani di Askr, un esercito del regno guidato dai principi Alfonse e Sharena e dalla comandante Anna, reagiscono per respingere gli invasori. Si scontrano con i vari mondi soggiogati dall'Embla, così da liberarli e sciogliere il contratto che li costringe a combattere per i nemici.

### Libro 2
Il Nifl, il regno di ghiaccio, viene invaso e distrutto dal Múspell, il regno del fuoco. Surtr, il re del fuoco, dopo essersi alleato con l'Embla si dirige verso l'Askr per invaderlo. I Guardiani si scontrano ai confini del regno, e lì si imbattono in Fjorm, una principessa di Nifl che è scappata dalla terra natia ormai in cenere. Fjorm e i Guardiani decidono di allearsi per cercare di sconfiggere il Muspell e le sue fiamme inestinguibili.

### Libro 3
Il regno di Askr è attaccato dai soldati di Hel, il regno dei morti.  Durante lo scontro con le forze di Hel, Alfonse e gli altri affrontano dei generali defunti provenienti dal passato: guerrieri che affermano di essere Líf e Thrasir, i primi sovrani dell'Askr e dell'Embla.
Nel frattempo, nel regno dei morti, la regina Hel impartisce alla principessa Eir l'ordine di unirsi all'armata dei vivi, di conquistare la loro fiducia e di ucciderli quando verrà il momento. La principessa obbedisce malvolentieri e si unisce ai Guardiani di Askr.

#### Libro 4
I Guardiani di Askr si dirigono verso un villaggio remoto per investigare le strane voci che circolano. Secondo i rapporti, gli abitanti del villaggio sono imprigionati in un incubo senza fine.
Al loro arrivo, Alfonse e gli altri cadono vittima di una profonda sonnolenza e si ritrovano intrappolati in uno stato tra il sogno e la veglia. Vengono trovati da Peony, una vivace elfa chiara, dotata dell'abilità di indurre sogni piacevoli. Si uniscono a lei per sgominare gli elfi scuri e tornare alla realtà.

### Libro 5
Stavolta, l'Askr è minacciato dal Niðavellir, il regno dei nani. Alfonse e gli altri si trovano subito a doversi scontrare con la principessa Reginn, dotata del seiðjárn (una potente e agile armatura tecnologica). Una volta sconfitta, Reginn implora i guardiani di aiutarla a fermare il fratello, il re Fáfnir, che ha iniziato a comportarsi in modo strano. I Guardiani uniscono le forze con la principessa nel tentativo di porre fine alle continue guerre del Niðavellir.

### Libro 6
I Guardiani partono per indagare su delle tenebre misteriose che hanno avvolto un villaggio. Durante la missione, incontrano la principessa Veronica, la quale li informa che fenomeni simili stanno accadendo anche nel territorio embliano. Grazie all'aiuto di una nuova alleata, Ash, attendente del drago divino Askr, il principe Alfonse e gli altri scoprono che la causa delle improvvise tenebre è il drago Embla.
Embla, il cui obiettivo è quello di sterminare chiunque porti il sangue di Askr, obbliga Veronica a combattere per lei, nonostante quest'ultima ormai voglia solo un'alleanza tra i regni. I Guardiani così lottano per riportare la pace ancora una volta.

### Libro 7
I Guardiani di Askr hanno messo alle strette la veggente Gullveig. Proprio quando sembra ormai sconfitta, quest'ultima riesce a manipolare il tempo e a tornare in vita, cambiando così le sorti dello scontro. I Guardiani di Askr stanno sull'orlo del collasso, ma improvvisamente l'avatar controllato dal giocatore torna indietro nel tempo. La dea Seiðr di Vanaheimr, il regno della luce, gli si palesa davanti e gli spiega che quello che ha visto è uno scorcio sul futuro e che può essere cambiato. I Guardiani dunque, hanno un'ultima possibilità per respingere l'armata di Gullveig, che ha già iniziato la sua marcia.

## Modalità di gioco
Come nei precedenti capitoli della serie, anche qui il gameplay è basato più sulla strategia, ragione per la quale il giocatore dovrà spostare i personaggi nelle griglie accanto agli avversari per farlo lottare automaticamente. Oltretutto sarà possibile comprare o ottenere durante i combattimenti delle sfere, con cui si potranno sbloccare dei nuovi personaggi giocabili (come Marth, Roy o Corrin).
Ci sono anche tante modalità diverse: c'è l'anfiteatro diviso in duelli evocatori, Scontri risonanti, arena, duelli bellici e assalto arena.
Poi ci sono le rocce eternee dove l'unica modalità sono i blitz eternei ma hanno una sotto modalità chiamata resert eterneo.
Dopo abbiamo le mappe storia divise in  storia principale,appendici, esercitazioni,ordelie eroiche, su più mappe che ha altre voci al suo interno  ovvero sfide a catena,assalto a squadre e parco dei doni.
Abbiamo le mappe speciali dove ci sono varie mappe evento.
C'è la torre allenamento dove ci sono varie mappe random e vari livelli di difficoltà.
E per finire ci sono gli eventi che sono la sala degli ideali, il viaggio eroico, duelli evocatori C,sfida hai voti, prove tempesta, battaglia tattile, grandi conquiste, confidenze, botte da røkkr, le storie perdute, Rombo di mjölnir, falange frontale e le pedine di Loki.

## Sviluppo
Nintendo aveva già annunciato lo sviluppo di un gioco della serie Fire Emblem per i dispositivi mobile nell'aprile del 2016, ma senza mostrare né un'immagine né un trailer. Inoltre sarebbe dovuto uscire inizialmente entro il mese di marzo del 2017. Tuttavia, in quest'anno, il gioco è stato presentato per la prima volta durante un Nintendo Direct trasmesso il 18 gennaio ed è stato posticipato al mese successivo.